# Moeketsi Majoro
Moeketsi Majoro (Tsikoane, 3 novembre 1961) è un economista e politico lesothiano, primo ministro del Lesotho dal 2020 al 2022.

## Biografia

### Studi e carriera

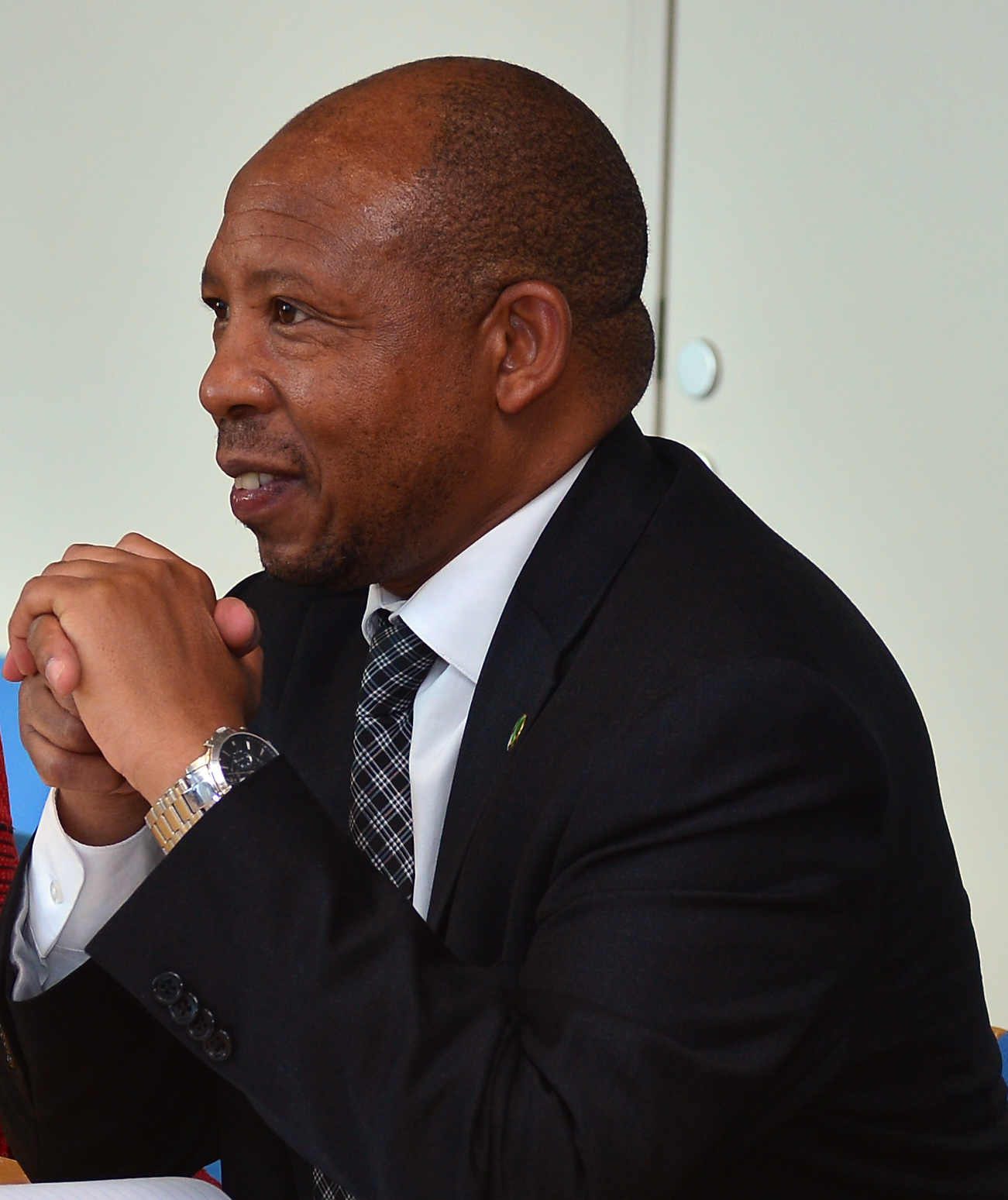
Moeketsi Majoro nel 2013

Moeketsi Majoro è nato nel 1961 a Tsikoane. Si è laureato in economia all'Università Nazionale del Lesotho, per poi ottenere un dottorato in economia delle risorse naturali e un master in economia agraria all'Università statale del Washington. Dal 1991 al 2000 fu impiegato come ricercatore e docente all'Università Nazionale del Lesotho.
Lavorò come analista fiscale dal 2000 al 2004, anno in cui entrò al Ministero delle finanze nell'incarico di segretario principale, ricoperto fino al 2008. Da allora lavorò come direttore esecutivo e nel Group Africa 1 al Fondo Monetario Internazionale, fino al 2012. È consulente nella sua compagnia, QE, e 
si è dedicato alla stesura di articoli accademici.
Nel 2013 prestò giuramento da senatore, come rappresentante della Convenzione di Tutti i Basotho (ABC) per il collegio elettorale n. 33 di Thetsane. A gennaio fu nominato ministro della pianificazione dello sviluppo da Tom Thabane. Dal 23 giugno 2017, nel secondo governo di Thabane, ricoprì il ruolo di ministro delle finanze. Il 22 marzo 2020, dopo le dimissioni del primo ministro, venne designato dai membri dell'ABC come futuro premier, con un totale di 26 voti su 46 contro Samuel Rapapa.

### Premierato

#### Insediamento, gestione del COVID-19 e rapporti con la polizia
Entrò in carica il 20 maggio, prestando giuramento il giorno dopo le effettive dimissioni di Thabane. Il 21 maggio annunciò la composizione del suo governo, nominando come vice premier Mathibeli Mokhothu, suo rivale principale e leader del partito Congresso Democratico, con cui aveva formato una coalizione di 78 seggi in parlamento (a cui se ne aggiunsero altri 19 da otto partiti minori). Il 12 giugno incontrò a Pretoria il presidente sudafricano Cyril Ramaphosa.

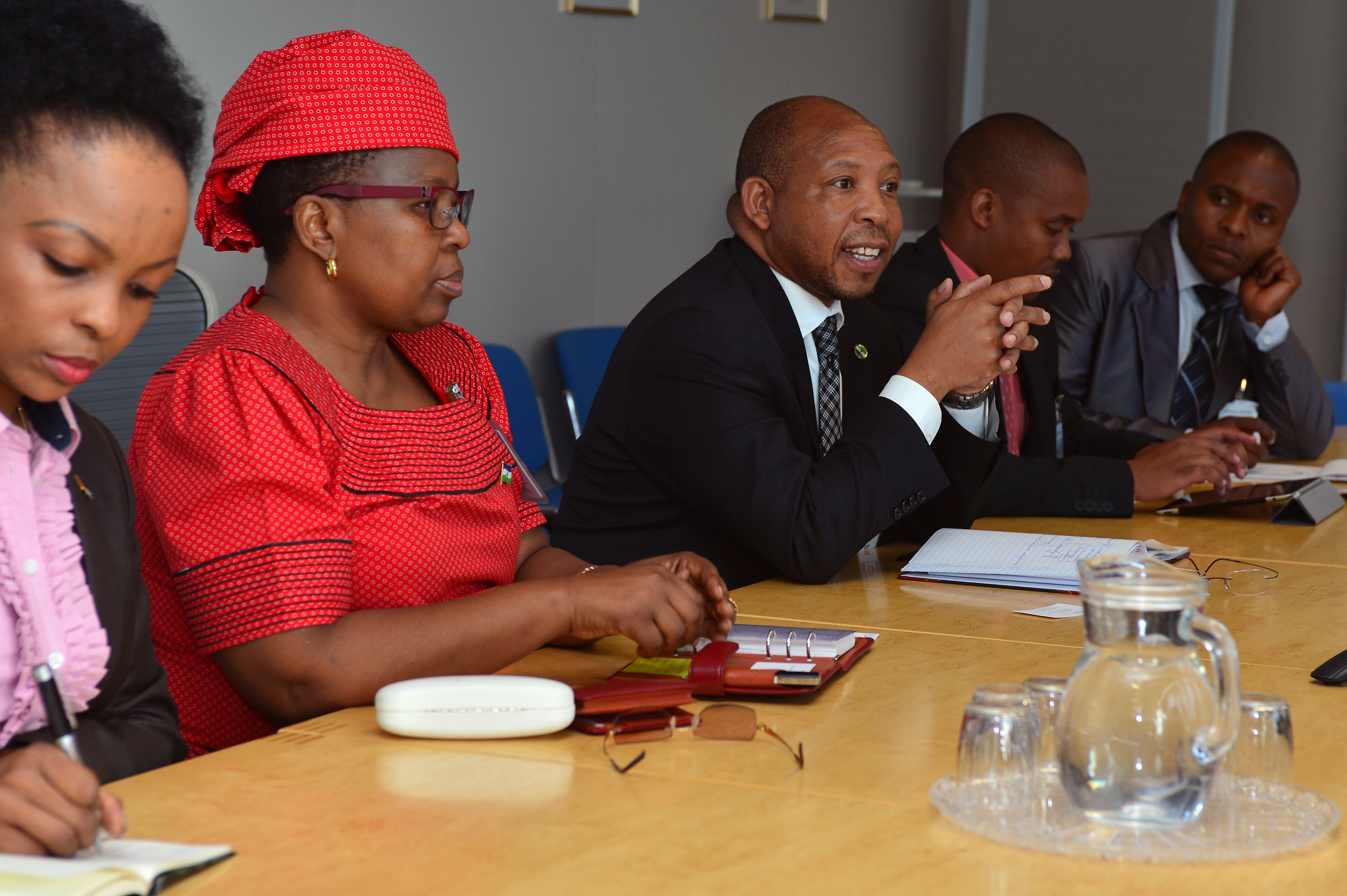
Majoro all'IAEA nel 2013, da ministro della pianificazione dello sviluppo

Il Lesotho fu l'ultimo paese africano a rilevare un caso di malattia da coronavirus, il 13 maggio 2020. Nel mese successivo, Majoro sciolse il National Emergency Command Centre (NECC), un comitato interministeriale istituito da Tom Thabane per la gestione della pandemia, ma ritenuto dispendioso e incompetente. Lo sostituì con il National Covid-19 Secretariat (NACOSEC) e nominò come commissario generale Thabo Khasipe. Successivamente venne a mancare il sostegno del governo nella gestione della pandemia, per ripresentarsi nel 2021. Il successo di Majoro nel controllo del virus fu comunque oscurato dagli scandali riguardanti la conduzione dei fondi da parte del NACOSEC.
Majoro dovette affrontare le stabilità interne alle forze di polizia, che vedevano contrapporsi già dal premierato di Tom Thabane il commissario Holomo Molibeli (che rimproverava di insubordinazione i suoi sottoposti) e i membri della Lesotho Mounted Police Service Staff Association (LEPOSA), che accusavano Molibeli di clientelismo e di non essersi opposto alle violenze della polizia contro i cittadini. Ad agosto 2020 Majoro nominò un comitato interministeriale, incaricato di indagare sulle lotte interne alle forze di sicurezza. Il comitato pubblicò un rapporto finale a dicembre, affermando che il primo ministro non aveva trovato gli elementi necessari per licenziare Molibeli.
La mancata risolutezza di Majoro nei confronti della polizia andò in contrasto alle diffuse segnalazioni di abuso di potere da parte delle forze dell'ordine verso i cittadini.

#### Instabilità politica
Nonostante la compatta coalizione dei partiti, i primi problemi d'instabilità si manifestarono con i membri dell'ABC, che iniziarono a lamentarsi per non aver ricevuto incarichi lucrosi all'interno del governo. Majoro cedette alle pressioni il 3 febbraio del 2021, licenziando Keketso Rantšo del Congresso Riformato del Lesotho dall'incarico di ministra del Lavoro. Spostò anche Thesele 'Maseribane dal ministero della Comunicazione (considerato dai parlamentari dell'ABC come il più importante dal punto di vista redditizio) al ministero dello Sviluppo delle Piccole Imprese.

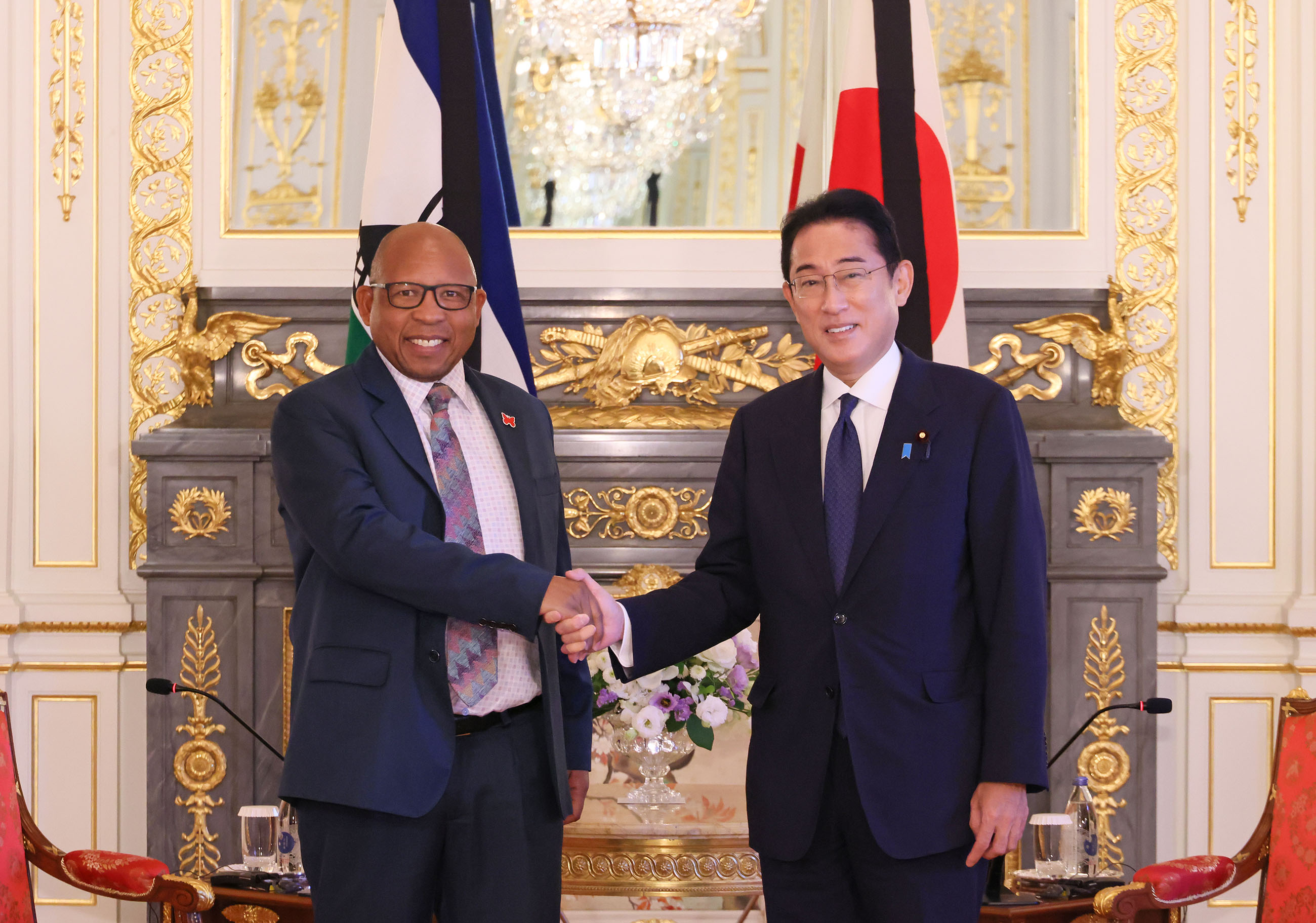
Majoro con Fumio Kishida nel 2022

Nello stesso anno fu accusato dal leader del Basotho Patriotic Party (BPP), Tefo Mapesela, di guidare un'amministrazione non trasparente e di prendere decisioni anticostituzionali. Venne accusato di aver ordinato ai militari di recarsi in Mozambico, senza prima informare il parlamento, e di non aver gestito adeguatamente la pandemia di COVID-19. I politici del BPP chiesero le sue dimissioni, per sostituirlo con Monyane Moleleki. Il 2 dicembre anche il comitato esecutivo nazionale dell'ABC, in gran parte ancora favorevole all'ex primo ministro Thabane, votò per destituirlo e rendere capo del governo Nkaku Kabi.
Majoro rifiutò di dimettersi e, nonostante la pressione esercitata sul vice primo ministro per sostenere una mozione di sfiducia contro di lui, rimase in carica per la volontà degli altri partiti di mantenere lo status quo. Inoltre, licenziò Kabi dall'incarico di ministro dell'Agricoltura e nel gennaio 2022 partecipò come suo rivale alle elezioni per la carica di leader dell'ABC, dopo le dimissioni di Thabane dal partito. Majoro non riuscì a ottenere il ruolo di leader e tutte le lotte interne all'ABC non fecero altro che distoglierlo dalla guida del governo. In particolar modo furono trascurate le riforme raccomandate nel 2016 dalla SADC per stabilizzare il paese.
Majoro consigliò al re di dichiarare lo stato di emergenza, per approvare le riforme richiamando il parlamento in seduta straordinaria. Così il primo ministro dichiarò lo stato di emergenza il 16 agosto e i parlamentari furono convocati il 23 agosto. Le riforme in progetto vennero approvate, per poi essere revocate dalla Corte Costituzionale, poiché ritenne inesistenti le condizioni necessarie per proclamare lo stato di emergenza. Il provvedimento adottato fu dichiarato incostituzionale il 12 settembre.
In seguito a tali insuccessi, il re sciolse il parlamento e Majoro rassegnò le proprie dimissioni il 14 ottobre, in quanto il suo partito venne sconfitto alle elezioni generali. Su richiesta di Letsie III rimase in carica fino alla nomina del nuovo governo. Il 28 ottobre 2022 ha ceduto le redini dell'esecutivo a Sam Matekane.

## Vita privata
Sposato con 'Masekoalane 'Mamusa Rankhelepe, è padre di due figli.